# Rasmus Jönsson
Rasmus Jönsson (ur. 27 stycznia 1990 w Viken) – szwedzki piłkarz występujący na pozycji napastnika. Zawodnik klubu Odense BK.

## Kariera klubowa
Jönsson treningi rozpoczął w klubie Vikens IK. W 2002 roku przeszedł do juniorów zespołu Helsingborgs IF. W 2008 roku został włączony do jego pierwszej drużyny, grającej w Allsvenskan. W tych rozgrywkach zadebiutował 31 marca 2008 roku w wygranym 3:0 pojedynku z GIF Sundsvall. 14 września 2008 roku w wygranym 4:3 spotkaniu z IFK Norrköping strzelił 2 gole, które jednocześnie były jego pierwszymi w Allsvenskan. 29 sierpnia 2011 za 3,4 mln euro przeniósł się do VfL Wolfsburg. 29 stycznia 2013 został wypożyczony do FSV Frankfurt, a następnie 9 sierpnia 2013 do Aalborg BK. 21 lipca 2014 został zawodnikiem Aalborg BK. W 2016 trafił do Odense BK.

## Kariera reprezentacyjna
W reprezentacji Szwecji Jönsson zadebiutował 19 stycznia 2011 roku w wygranym 2:1 towarzyskim meczu z Botswaną.